# Sadri
Sadri é uma cidade e um município no distrito de Pali, no estado indiano de Rajasthan.

## Geografia
Sadri está localizada a 25° 00′ N, 74° 04′ L. Tem uma altitude média de 502 metros (1646 pés).

## Demografia
Segundo o censo de 2001, Sadri tinha uma população de 24,403 habitantes. Os indivíduos do sexo masculino constituem 50% da população e os do sexo feminino 50%. Sadri tem uma taxa de literacia de 45%, inferior à média nacional de 59.5%: a literacia no sexo masculino é de 58% e no sexo feminino é de 32%. Em Sadri, 18% da população está abaixo dos 6 anos de idade.